# Dosyteusz (Bogweradze)
Dosyteusz, imię świeckie Dimitri Bogweradze (ur. 29 grudnia 1964) – gruziński duchowny prawosławny, od 2014 biskup Belgii i Holandii.

## Życiorys
18 marca 2004 r. otrzymał święcenia diakonatu, a 4 lipca tegoż roku – prezbiteratu. 15 czerwca 2014 roku otrzymał chirotonię biskupią.